# 4154 Рамзі
4154 Рамзі (4154 Rumsey) — астероїд головного поясу, відкритий 10 липня 1985 року.
Тіссеранів параметр щодо Юпітера — 3,410.